# تشانغ تشون
تشانغ تشون (بالإنجليزية: Zhang Qun) (و. 1889 – 1990 م) هو دبلوماسي من الصين ولد في سيشوان.
وهو عضو في الكومينتانغ .

## روابط خارجية
- تشانغ تشون على موقع مونزينجر (الألمانية)